# SM Tb 86 F
SM Tb 86 F – austro-węgierski torpedowiec z okresu I wojny światowej, typu Tb 82 F. Okręt przetrwał wojnę. We wrześniu 1920 roku przekazano go Portugalii, gdzie dotarł w 1921 roku. Po wcieleniu do Marinha Portuguesa otrzymał nazwę „Ave”. Okręt wszedł na skały i zatonął w 1940 roku (według innych źródeł, został wycofany w 1940 roku).

## Opis
Tb 86 F wyposażony był w dwa kotły parowe typu Yarrow. Współpracowały one z dwoma turbinami parowymi AEG-Curtiss. Okręt uzbrojony był początkowo w dwie armaty kalibru 66 mm L/30, pojedynczy karabin maszynowy Schwarzlose oraz dwie podwójne wyrzutnie torped kalibru 450 mm. Od 1917 roku jedną armatę 66 mm na większości okrętów typu mocowano na podstawie umożliwiającej prowadzenie ognia do celów powietrznych.
Po wojnie został przyznany Portugalii w ramach reparacji wojennych. Do Portugalii był przekazany tylko z jednym działem 66 mm, po czym został tam dodatkowo uzbrojony w armatę 57 mm Hotchkiss, 2 karabiny maszynowe i cztery wyrzutnie torped 450 mm w dwóch podwójnych aparatach (uzbrojenie torpedowe jak w oryginale).